# 高野神社 (かつらぎ町)
高野神社（たかのじんじゃ）は、和歌山県伊都郡かつらぎ町にある神社である。

## 祭神
主祭神は丹生都比売命、高野御子神、氷室大神。